# Pavillon de chasse de Stupinigi

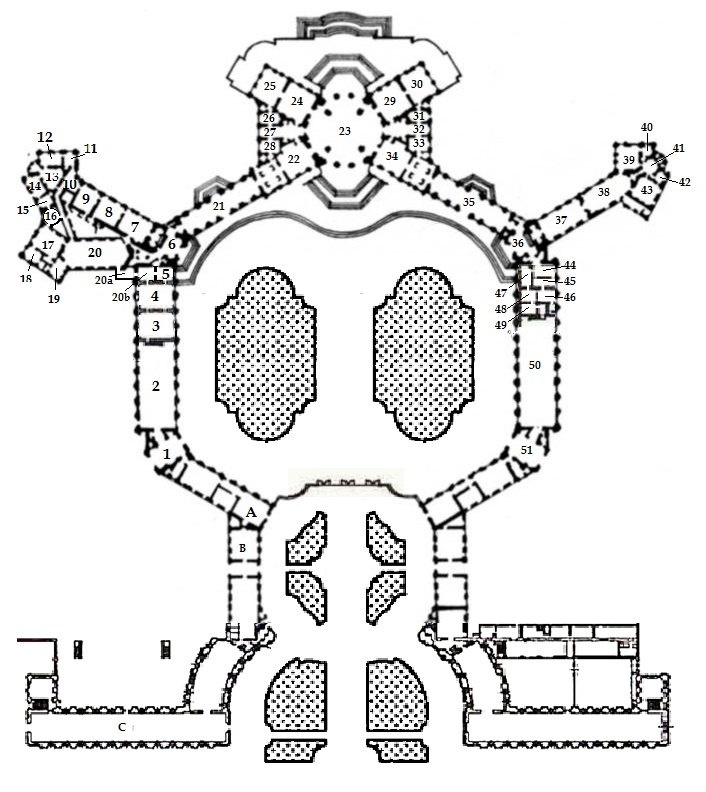

Le pavillon de chasse de Stupinigi (italien : Palazzina di caccia di Stupinigi), voulue par le roi Victor-Amédée II de Savoie, est un des deux chefs-d'œuvre baroques de l'architecte Filippo Juvarra (1729-1733), qui fait partie de l'ensemble des résidences royales de la maison de Savoie en Piémont (classées par l'UNESCO). Ce pavillon de chasse est situé sur le territoire de  Stupinigi frazione de Nichelino -anciennement Suppunicum , dans le sud-ouest proche de Turin et héberge aujourd'hui le Musée d'art et d'ameublement.

## Histoire
Petit fortin de défense du territoire de Moncalieri, des seigneurs du Piémont, la propriété passe aux Savoie quand leur filiation s'éteint en 1418.
Amédée VIII de Savoie la confie, en 1439, à un marquis de la famille, Pallavicino de Zobello, et en  reprend possession lorsque Emanuele Filiberto la réclame en 1564.
Pour la volonté du duc, le château et les terres adjacentes sont laissés en pleine propriété à l'ordre Mauricien. Siccome, le Grand maître de l'Ordre, chef de la Maison Savoie, gère directement pour elle le domaine et les terres adjacentes deviennent un lieu de chasse régulier, pour les  battues de chasse des ducs.
Victor- Amédée II de Savoie décide la transformation en un hôtel particulier digne de la figure royale. En 1729, il confie le projet à  Filippo Juvarra. Il faut attendre le règne de Charles-Emmanuel III pour que l'hôtel particulier soit aménagé).
Le pavillon de chasse  est inauguré le 5 novembre 1731.
La construction s'agrandit pendant les règnes de Charles-Emmanuel III et de Victor-Amédée III avec la contribution d'autres architectes, parmi lesquels Giovanni Tommaso Prunotto qui devient superintendant des travaux.
Benedetto Alfieri projette deux nouvelles  ailes en 1739 et les réalise vers 1759. Elles  reçoivent les écuries et les remises agricoles.
Napoléon Ier y séjourne, du 5 au 16 mai 1805, avant d'aller à Milan ceindre la Couronne De fer. Durant cette période, il fut également le siège de la XVIe cohorte de la Légion d'honneur.
Il abrite également Pauline Bonaparte et son époux, le prince Camille Borghèse pendant son règne en Italie.
Vers 1832, le palais redevient la  propriété de la famille royale et il  accueille des bals, des concerts, des banquets, des visites d’Etat et est fréquenté régulièrement  jusqu’au début du XXe siècle.
Pendant le XIXe siècle, il accueille un éléphant indien mâle, cadeau offert au roi Charles-Félix de Savoie.
Propriété de l’État en 1919, le domaine est rendu en 1925, avec les terrains environnants, à l’ordre des Saints-Maurice-et-Lazare, propriétaires des terrains depuis 1573.
En 1910 Maria Pia, reine de Portugal, née princesse de Savoie, après la proclamation de la république au Portugal vient trouver refuge au pavillon de Stupinigi et y meurt l'année suivante.
Devenu aujourd'hui  lieu d’expositions temporaires et le siège du Musée des Arts et de l’Ameublement, y sont  exposés les objets de décoration originaux exécutés par les artistes et les artisans les plus importants du Piémont.

## Architecture
Du pavillon circulaire rayonnent quatre ailes diagonales.
Extérieur
Une imposante statue de cerf domine le toit du corps central qui en fait véritablement un pavillon de chasse flanqué de fermes, d'écuries, d'entrepôts et de jardins.
Le parc est d'une superficie de 160 000 m2.
Le Parc naturel de Stupinigi, qui comprend les zones agricoles et boisées qui entourent le Pavillon, est créé en 1991.
Intérieur
Il occupe une superficie de 46 000 m2
- le salon central elliptique dit « Grand salon », comporte des baies vitrées et  est surmonté d'une coupole en cuivre sur laquelle trône la (copie de la) statue de bronze du cerf de Francesco Ladatte.
- la chapelle dédiée à saint Humbert,
- les cabinets chinois
- la salle des perspectives
- plus 137 pièces et  17 galeries

## Musée de l'ameublement
Outre l'ameublement du pavillon, le Museo di Arte e di Ammobiliamento présente le mobilier provenant d'autres résidences de la maison de Savoie comme le château de Moncalieri et le palais royal de Venaria.
- Œuvres de l'ébéniste Pietro Piffetti et du sculpteur sur bois Giuseppe Maria Bonzanino.
- Salons, cabinets, appartements, chambres et salles de style rococo.

## Photographies

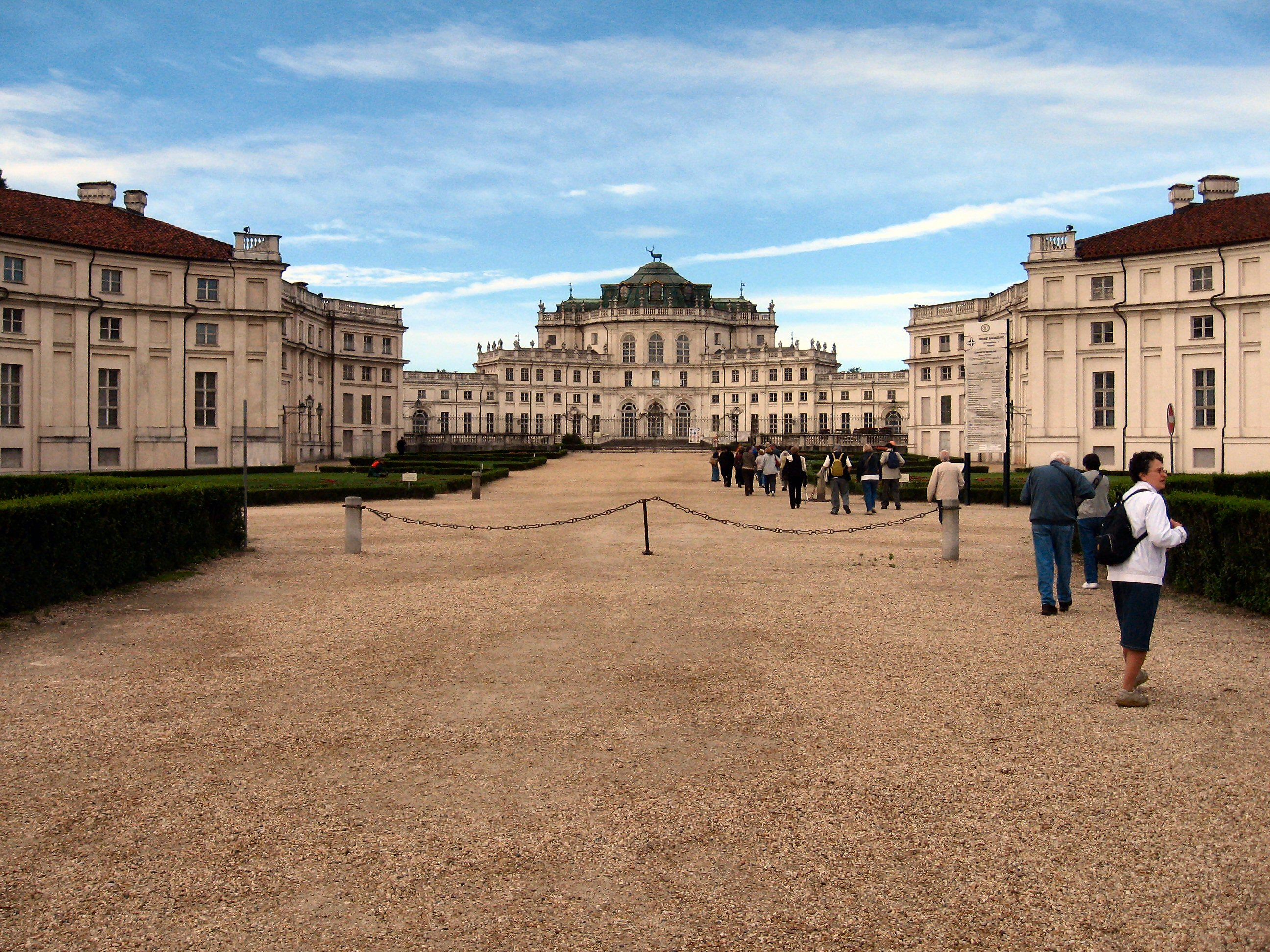
Depuis la petite place devant l'édifice.
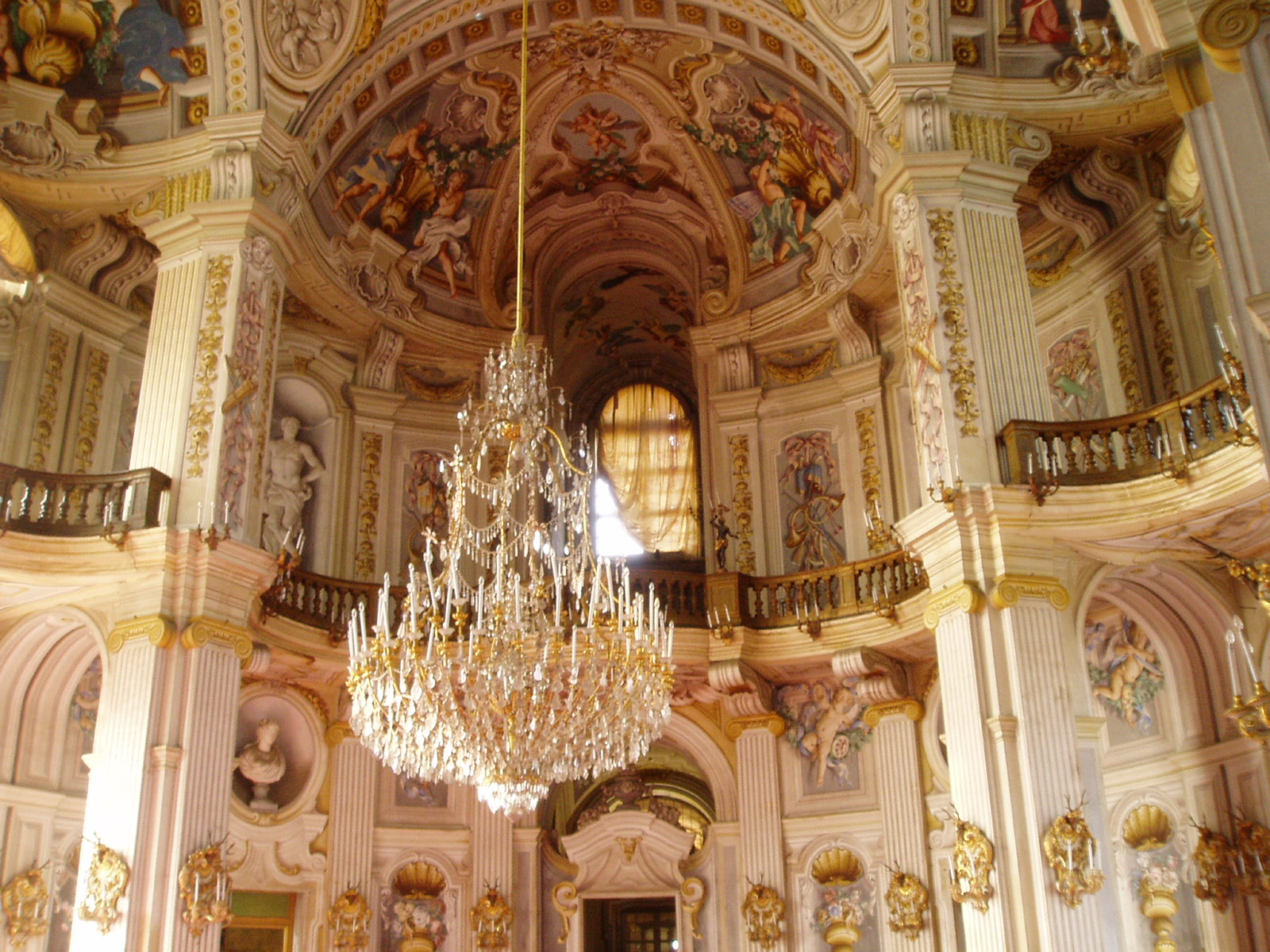
Le «Grand salon ».
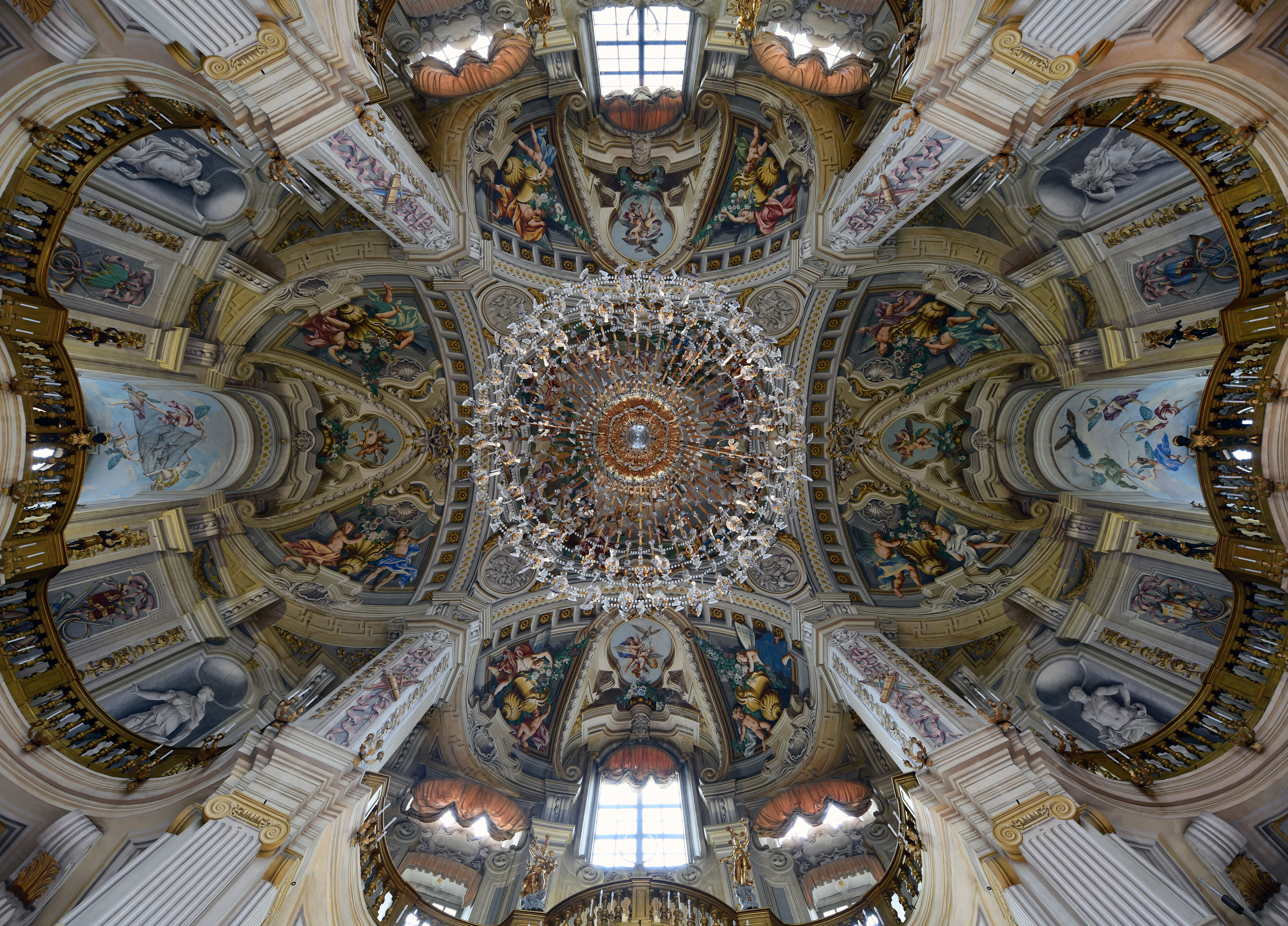
Plafond du grand salon.
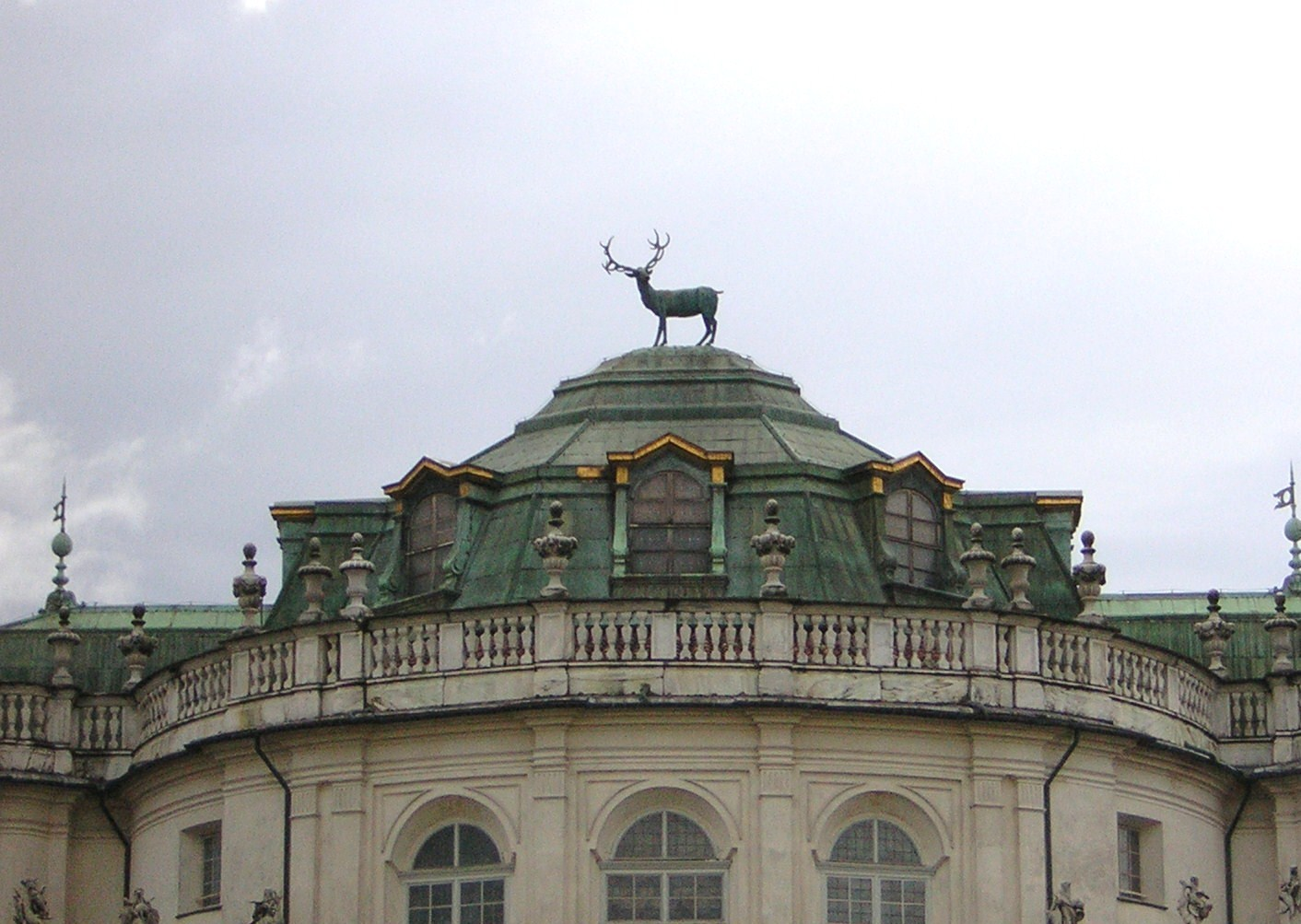
Sculpture d'un cerf sur le toit.